# Франс де Вааль
Францискус Бернардус Марія (Франс) де Вааль (нід. Fransiscus Bernardus Maria (Frans) de Waal; 29 жовтня 1948, Гертогенбос, Нідерланди — 14 березня 2024) — нідерландський приматолог і етолог. Професор поведінки приматів кафедри психології Університету Еморі в місті Атланта, США. Директор центру Living Links Center в Національному центрі дослідження приматів Йеркеса.

## Біографія
У 1977 році Франс де Вааль здобув ступінь доктора філософії з біології в Утрехтському університеті. З 1993 року член Нідерландської королівської академії наук. У 1997 році потрапив у список ста найвпливовіших людей світу за версією журналу «Time». У 2009 році отримав звання почесного доктора в Університеті Гуманізму (Утрехт).
У дослідженні приматів вчений аналізує складну систему соціальних відносин включаючи формування шлюбних союзів, заснований на взаємності обмін, примирення після агресії, обманне спілкування, реакцію на породжений середовищем стрес.
Науково-популярна книга «Політика у шимпанзе» (англ.  Chimpanzee Politics) була опублікована в Лондоні в 1982 році. У ній де Вааль відмовляється від традиційної для академічної науки вимоги не приписувати людські якості тваринам, від аналізу тварин як «інстинктивної машини». Такий підхід зробив вплив на розвиток наукової області, що вивчає пізнавальні здібності (когнітивність) приматів у зв'язку з такими поведінковими установками як співробітництво, альтруїзм, справедливість.
У дослідженнях нідерландського вченого вперше поведінка приматів розглядалася в термінах планомірних соціальних стратегій. У ранніх роботах аналізувалися такі поведінкові стратегії як обман, розв'язання конфлікту. В останніх дослідженнях робиться акцент на емпатії тварин, і навіть на зачатки моралі у них. Де Вааль стверджує відсутність чітких меж між людиною та мавпами в аспекті соціальних якостей, здібностей до емпатії та кооперації.
У 2012 році Франс де Вааль спільно з Дженніфер Покорни отримав Шнобелівську премію з анатомії за відкриття, що шимпанзе можуть розпізнати інших шимпанзе зі своєї групи не тільки по фотографіях «обличчя», але і за фотографіями анально-статевої області. Шимпанзе так само успішно розпізнавали серед незнайомих фотографій особин чоловічої і жіночої статі, використовуючи тільки зображення «особи».
Іноземний член Національної академії наук США (2004). Почесний доктор Єльського університету (2018).

## Праці
- de Waal, F. B. M. (1982) Chimpanzee Politics: Power and Sex Among Apes (Jonathan Cape, London).
- de Waal, F. B. M. (1996) Good Natured: The Origins of Right and Wrong in Humans and Other Animals (Harvard Univ. Press, Cambridge, MA).
- de Waal, F. B. M. (1997) Bonobo: The Forgotten Ape, photographs by Lanting, F. (Univ. of California Press, Berkeley, CA).
- de Waal, F. B. M. (2001) The Ape and the Sushi Master: Cultural Reflections by a Primatologist (Basic Books, New York).
- de Waal, F. B. M. & Tyack, P. L. (2003) Animal Social Complexity: Intelligence, Culture, and Individualized Societies (Harvard Univ. Press, Cambridge, MA).
- de Waal, F. B. M. (2003) My Family Album: Thirty Years Primate of Photography (Univ. of California Press, Berkeley, CA).

## Переклади українською
- Франс де Вааль. Мораль без релігії. В пошуках людського у приматів. — Харків: «Клуб сімейного дозвілля», 2018. – 272 с. ISBN 978-617-12-4317-0